# Escoles budistes

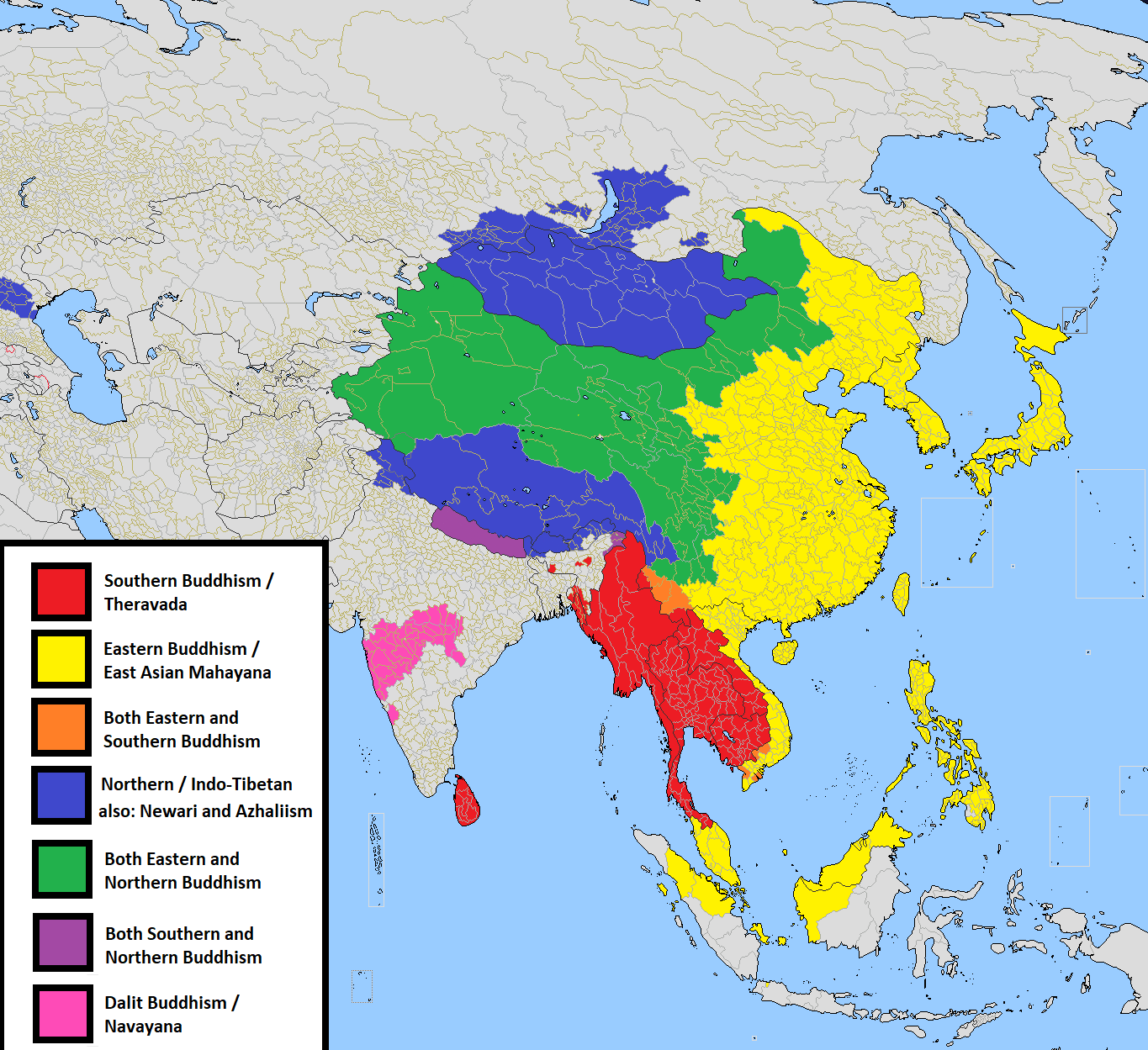
Mapa que mostra les tres principals divisions budistes

Les escoles del Budisme són les diverses divisions institucionals i doctrinals del budisme que han existit des de l'antiguitat fins a l'actualitat. La classificació i la naturalesa de diverses facetes doctrinals, filosòfiques o culturals de les escoles del budisme és vaga i s'ha interpretat de moltes maneres diferents. En bona part, a causa del gran nombre, potser milers, de diferents sectes, subsectes, moviments que formen actualment la totalitat de la tradició budista. Les divisions sectàries i conceptuals del pensament budista formen part del marc modern dels estudis budistes, així com la religió comparada a Àsia.
Des del punt de vista de la majoria del món acadèmic occidental el budisme se separa en dos grups en la seva fundació: Theravada, literalment "l'ensenyament dels antics" o "l'Ensenyament antic", i Mahayana, literalment, la "Gran vehicle". La classificació més habitual entre els estudiosos es triple, amb Mahāyāna dividit entre els ensenyaments tradicionals Mahāyāna i els ensenyaments vajrayāna que posen èmfasi en l'esoterisme.

## Classificacions

Percentatge de budistes per país, segons el Pew Research Center.

En els estudis budistes contemporanis, el budisme modern es divideix sovint en tres grans branques, tradicions o categories:
- Theravāda ("Ensenyament dels antics"), també anomenat "budisme sud", dominant principalment a Sri Lanka i el sud-est asiàtic. Aquesta tradició se centra generalment en l'estudi de la seva col·lecció textual principal, el cànon de Pali, així com d'altres formes de la literatura pali. La llengua pali és, per tant, la seva llengua franca i llengua sagrada. A vegades, aquesta tradició es denomina com a part del budisme Nikaya, fent referència a les tradicions budistes conservadores de l'Índia que no acceptaven els sutres Mahāyāna a la seva col·lecció d'escriptures Tripitaka. De vegades també és vista com l'única escola supervivent de les primeres escoles budistes, derivada de la Sthavira Nikāya mitjançant la tradició del Mahavihara de Sri Lanka.
- Mahayāna de l'est asiàtic ("Gran vehicle"), budisme asiàtic de l'est o "budisme oriental", destacat a l'Àsia oriental i derivat de les tradicions budistes xineses que van començar a desenvolupar-se durant la dinastia Han. Aquesta tradició se centra en els ensenyaments que es troben en els Mahāyāna sutras (que no es consideren canònics ni autoritaris a Theravāda), conservats al cànon budista xinès, en la llengua xinesa clàssica. Hi ha moltes escoles i tradicions, amb diferents textos i focus, com ara Zen (Chan) i Terra Sagrada (vegeu més avall).
- Vajrayāna ("Vehicle Vajra "), també conegut com a Mantrayāna, budisme tàntric i budisme esotèric. Aquesta categoria es representa principalment al "budisme del nord", també anomenat " budisme indo-tibetà " (o simplement "budisme tibetà"), però també es solapa amb algunes formes de budisme asiàtic de l'est (vegeu: Shingon). És destacat al Tibet, Bhutan i la regió de l'Himàlaia, així com a Mongòlia i a la república russa de Calmúquia. De vegades es considera que forma part de la categoria més àmplia del budisme Mahāyāna en lloc d'una tradició separada. Els principals textos del budisme indo-tibetà es troben al Kanjur i al Tenjur. A més de l'estudi dels principals textos de Mahāyāna, aquesta branca posa l'accent en l'estudi de materials tàntrics budistes, principalment els relacionats amb els textos tàntrics budistes.

Una altra forma de classificar les diferents formes de budisme és mitjançant les diferents tradicions d'ordenació monàstica. Hi ha tres tradicions principals de la llei monàstica (Vinaya), cadascuna de les quals es corresponen a les categories esmentades anteriorment: 
- Theravāda Vinaya
- Dharmaguptaka Vinaya
- Mūlasarvāstivāda Vinaya

## Terminologia
La terminologia per a les principals divisions del budisme pot ser confusa, ja que el budisme es divideix de manera diversa entre estudiosos i professionals segons criteris geogràfics, històrics i filosòfics, amb termes diferents sovint utilitzats en diferents contextos. Es poden trobar els termes següents en les descripcions de les principals divisions budistes: 
"Budisme conservador"
un nom alternatiu per a les primeres escoles budistes.
" primeres escoles budistes "
les escoles en què es va dividir el budisme durant els seus primers segles; només un d'aquests sobreviu com a escola independent, Theravāda
" Budisme d'Àsia Oriental "
terme que utilitzen els estudiosos per cobrir les tradicions budistes del Japó, Corea i la major part de la Xina i el sud-est asiàtic
"Budisme oriental"
un nom alternatiu utilitzat per alguns estudiosos per al budisme d'Àsia Oriental; de vegades també s'utilitza per referir-se a totes les formes tradicionals de budisme, diferents de les formes occidentals.
" Ekayāna (una yana)
Textos mahayana com el Lotus Sutra i el Avatamsaka Sutra pretenien unir tots els diferents ensenyaments en una sola manera. Aquests textos serveixen d'inspiració per utilitzar el terme Ekayāna en el sentit de "un vehicle". Aquest "vehicle únic" es va convertir en un aspecte clau de les doctrines i pràctiques de les sectes budistes Tiantai i Tendai, que posteriorment van influir en les doctrines i pràctiques de Chán i Zen. Al Japó, l'ensenyament d'"un sol vehicle" del Lotus Sutra també va inspirar la formació de la secta Nichiren.
"Budisme Esotèric"
normalment es considera sinònim de "Vajrayāna". Alguns estudiosos han aplicat el terme a algunes pràctiques trobades a Theravāda, particularment a Cambodja.
"Hīnayāna"
literalment significa "vehicle menor". Es considera un terme controvertit quan el Mahāyāna l'aplica per referir-se erròniament a l'escola Theravāda, i com a tal es considera àmpliament condescendent i pejoratiu. A més, Hīnayāna es refereix a les escoles que actualment no existeixen, amb un conjunt limitat de punts de vista, pràctiques i resultats, abans del desenvolupament de les tradicions Mahāyāna. Actualment, el terme s'utilitza més sovint com a manera de descriure una etapa del camí del budisme tibetà, però sovint es confon equivocadament amb la tradició contemporània de Theravāda, molt més complexa, diversificada i profunda que la definició literal i limitant atribuïda a Hīnayāna. El seu ús en publicacions acadèmiques ara també es considera controvertit.
"Lamaisme"
un terme antic, encara de vegades usat, sinònim de budisme tibetà; àmpliament considerat despectiu.
" Mahāyāna "
un moviment sorgit de les primeres escoles budistes, juntament amb els seus posteriors descendents, el budisme asiàtic i tibetà. Les tradicions de Vajrayāna a vegades es mostren per separat. L'ús principal del terme en les tradicions d'Àsia Oriental i Tibetana fa referència als nivells espirituals, independentment de l'escola.
"Budisme principal"
terme utilitzat per alguns estudiosos per a les primeres escoles budistes.
"Mantrayāna"
normalment es considera sinònim de "Vajrayāna". L'escola Tendai al Japó ha estat descrita com influenciada per Mantrayana.
" Budisme de Newar "
un budisme no monàstic, basat en castes, amb descendència patrilineal i textos sànscrits.
" Budisme de Nikāya " o "escoles"
un terme alternatiu per a les primeres escoles budistes.
"No Mahāyāna"
un terme alternatiu per a les primeres escoles budistes.
"Budisme del Nord"
un terme alternatiu utilitzat per alguns estudiosos per al budisme tibetà. A més, de vegades es feia servir un terme més antic per abastar les tradicions asiàtiques i tibetanes. Fins i tot s'ha fet servir només per referir-se al budisme d'Àsia Oriental, sense budisme tibetà.
"Mantra Secret"
Una representació alternativa de Mantrayāna, una traducció més literal del terme que utilitzen les escoles del budisme tibetà quan es refereixen a ells mateixos.
"Budisme sectorial"
un nom alternatiu per a les primeres escoles budistes.
"Budisme del sud-est asiàtic"
un nom alternatiu usat per alguns estudiosos per a Theravāda.
"Budisme del Sud"
un nom alternatiu utilitzat per alguns estudiosos per a Theravāda.
"Śravakayāna"
un terme alternatiu de vegades usat per a les primeres escoles budistes.
"Tantrayāna" o "budisme tàntric"
normalment es considera sinònim de "Vajrayāna". Tot i això, un estudiós descriu les divisions de tantra d'algunes edicions de les escriptures tibetanes com ara els textos Śravakayāna, Mahāyāna i Vajrayāna (vegeu textos budistes). Alguns estudiosos, particularment François Bizot, han utilitzat el terme " Tantra Theravada " per referir-se a algunes pràctiques que es troben especialment a Cambodja.
" Theravāda "
el budisme de Sri Lanka, Bangladesh, Birmània, Tailàndia, Laos, Cambodja i algunes parts del Vietnam, Xina, Índia i Malàisia. És l'únic representant supervivent de les històriques primeres escoles budistes. El terme "Theravāda" també s'utilitza de vegades per referir-se a totes les primeres escoles budistes.
" Budisme Tibetà "
S'entén generalment que inclou el budisme del Tibet, Mongòlia, Bhutan i algunes parts de la Xina, l'Índia i Rússia, que segueixen la tradició tibetana.
" Vajrayāna "
un moviment que es va desenvolupar a partir de l'Índia Mahāyāna, junt amb els seus posteriors descendents. Hi ha cert desacord sobre exactament quines tradicions entren en aquesta categoria. El budisme tibetà és reconegut universalment com a aquest grup; molts també inclouen l'escola japonesa de Shingon. Alguns estudiosos també aplicar el terme a la tradició milgyo de Corea, que no és una escola separada. Un erudit diu, "Malgrat els esforços de les generacions de pensadors budistes, és extremadament difícil identificar amb exactitud què és el que diferencia la Vajrayana".

## Cronografia
àéÍÍéÇ‹›–—ḌḌḌ
<!-42155
- 300 dC (200 anys) -->
<!-42155
 - 300 dC (200 anys) -->
 
| Cronología: desenvolupament i propagació de les tradicions budistes. (ca. 450 aC – ca. 1300 dC)                   |                               |                           |                           |                                                                               |                                                                               |              |                                           |                                           |                                           |                                           |                                           |  |
| |                               |                           |                           |                                                                               |                                                                               |              |                                           |                                           |                                           |                                           |                                           |  |
| | 450 AEC                       | 450 AEC                   | 250 aC                    | 100 dC                                                                        | 100 dC                                                                        | 500 dC       | 500 dC                                    | 700 dC                                    | 800 dC                                    | 800 dC                                    | 1200 dC                                   |  |
| |                               |                           |                           |                                                                               |                                                                               |              |                                           |                                           |                                           |                                           |                                           |  |
| Budisme indi | Budisme primerenc             |                           |                           |                                                                               |                                                                               |              |                                           |                                           |                                           |                                           |                                           |  |
| Budisme indi | Budisme primerenc             | Primeres escoles budistes | Primeres escoles budistes | Primeres escoles budistes                                                     | Primeres escoles budistes                                                     | Mahāyāna     | Mahāyāna                                  | Vajrayāna                                 | Vajrayāna                                 | Vajrayāna                                 |                                           |  |
| Budisme indi | Budisme primerenc             | Primeres escoles budistes | Primeres escoles budistes | Primeres escoles budistes                                                     | Primeres escoles budistes                                                     |              |                                           |                                           |                                           |                                           |                                           |  |
| Budisme indi | Budisme primerenc             |                           |                           |                                                                               |                                                                               |              |                                           |                                           |                                           |                                           |                                           |  |
| Budisme indi | Budisme primerenc             |                           |                           |                                                                               |                                                                               |              |                                           |                                           |                                           |                                           |                                           |  |
| |                               |                           |                           |                                                                               |                                                                               |              |                                           |                                           |                                           |                                           |                                           |  |
| Sri Lanka & Sud-est Asiàtic                                                                                       |                               |                           |                           |                                                                               |                                                                               |              |                                           |                                           |                                           |                                           |                                           |  |
| Theravāda |                               |                           |                           |                                                                               |                                                                               |              |                                           |                                           |                                           |                                           |                                           |  |
| |                               |                           |                           |                                                                               |                                                                               |              |                                           |                                           |                                           |                                           |                                           |  |
| |                               |                           |                           |                                                                               |                                                                               |              |                                           |                                           |                                           |                                           |                                           |  |
| Budisme tibetà |                               |                           |                           |                                                                               |                                                                               |              |                                           | Nyingma                                   | Nyingma                                   |                                           |                                           |  |
| Budisme tibetà |                               |                           |                           |                                                                               |                                                                               |              |                                           | Nyingma                                   | Nyingma                                   |                                           |                                           |  |
| Budisme tibetà | Kadam/Gelug                   |                           |                           |                                                                               |                                                                               |              |                                           | Nyingma                                   | Nyingma                                   |                                           |                                           |  |
| Budisme tibetà | Kagyu                         |                           |                           |                                                                               |                                                                               |              |                                           | Nyingma                                   | Nyingma                                   |                                           |                                           |  |
| Budisme tibetà | Dagpo                         |                           |                           |                                                                               |                                                                               |              |                                           | Nyingma                                   | Nyingma                                   |                                           |                                           |  |
| Budisme tibetà | Sakya                         |                           |                           |                                                                               |                                                                               |              |                                           | Nyingma                                   | Nyingma                                   |                                           |                                           |  |
| Budisme tibetà | Jonang                        |                           |                           |                                                                               |                                                                               |              |                                           | Nyingma                                   | Nyingma                                   |                                           |                                           |  |
| |                               |                           |                           |                                                                               |                                                                               |              |                                           |                                           |                                           |                                           |                                           |  |
| Asia Oriental |                               |                           |                           | Primeres escoles budistes y Mahāyāna (via la ruta de la seda a Àsia oriental) | Primeres escoles budistes y Mahāyāna (via la ruta de la seda a Àsia oriental) |              | Budisme estoèric xinès (Zhenyan o Tangmi) | Budisme estoèric xinès (Zhenyan o Tangmi) | Budisme estoèric xinès (Zhenyan o Tangmi) | Budisme estoèric xinès (Zhenyan o Tangmi) | Budisme estoèric xinès (Zhenyan o Tangmi) |  |
| Asia Oriental |                               | Sis escoles de Nara       | Sis escoles de Nara       | Primeres escoles budistes y Mahāyāna (via la ruta de la seda a Àsia oriental) | Primeres escoles budistes y Mahāyāna (via la ruta de la seda a Àsia oriental) | Shingon      | Shingon                                   | Shingon                                   |                                           |                                           |                                           |  |
| Asia Oriental | Chan                          |                           |                           | Primeres escoles budistes y Mahāyāna (via la ruta de la seda a Àsia oriental) | Primeres escoles budistes y Mahāyāna (via la ruta de la seda a Àsia oriental) |              |                                           |                                           |                                           |                                           |                                           |  |
| Asia Oriental | Thiền, Seon                   |                           |                           | Primeres escoles budistes y Mahāyāna (via la ruta de la seda a Àsia oriental) | Primeres escoles budistes y Mahāyāna (via la ruta de la seda a Àsia oriental) |              |                                           |                                           |                                           |                                           |                                           |  |
| Asia Oriental |                               | Zen Japonès               |                           | Primeres escoles budistes y Mahāyāna (via la ruta de la seda a Àsia oriental) | Primeres escoles budistes y Mahāyāna (via la ruta de la seda a Àsia oriental) |              |                                           |                                           |                                           |                                           |                                           |  |
| Asia Oriental | Tiantai & Terra Pura          |                           |                           | Primeres escoles budistes y Mahāyāna (via la ruta de la seda a Àsia oriental) | Primeres escoles budistes y Mahāyāna (via la ruta de la seda a Àsia oriental) |              |                                           |                                           |                                           |                                           |                                           |  |
| Asia Oriental | Tendai                        |                           |                           | Primeres escoles budistes y Mahāyāna (via la ruta de la seda a Àsia oriental) | Primeres escoles budistes y Mahāyāna (via la ruta de la seda a Àsia oriental) |              |                                           |                                           |                                           |                                           |                                           |  |
| Asia Oriental | Nichiren                      |                           |                           | Primeres escoles budistes y Mahāyāna (via la ruta de la seda a Àsia oriental) | Primeres escoles budistes y Mahāyāna (via la ruta de la seda a Àsia oriental) |              |                                           |                                           |                                           |                                           |                                           |  |
| Asia Oriental | Jōdo shū                      |                           |                           | Primeres escoles budistes y Mahāyāna (via la ruta de la seda a Àsia oriental) | Primeres escoles budistes y Mahāyāna (via la ruta de la seda a Àsia oriental) |              |                                           |                                           |                                           |                                           |                                           |  |
| |                               |                           |                           |                                                                               |                                                                               |              |                                           |                                           |                                           |                                           |                                           |  |
| Asia Central & Conca del Tarim                                                                                    |                               |                           | GrecobudismE              | GrecobudismE                                                                  | GrecobudismE                                                                  | GrecobudismE |                                           |                                           |                                           |                                           |                                           |  |
| Asia Central & Conca del Tarim                                                                                    |                               |                           |                           |                                                                               |                                                                               |              |                                           |                                           |                                           |                                           |                                           |  |
| Asia Central & Conca del Tarim                                                                                    | Budismo en la ruta de la seda |                           |                           |                                                                               |                                                                               |              |                                           |                                           |                                           |                                           |                                           |  |
| |                               |                           |                           |                                                                               |                                                                               |              |                                           |                                           |                                           |                                           |                                           |  |
| | 450 aC                        | 450 aC                    | 250 aC                    | 100 dC                                                                        | 100 dC                                                                        | 500 dC       | 500 dC                                    | 700 dC                                    | 800 dC                                    | 800 dC                                    | 1200 dC                                   |  |
| \| \| Llegenda: \| \| = Theravada \| \| = Mahayana \| \| = Budisme Tàntric/Esotèric \| \| = varis / sincrètics \| |                               |                           |                           |                                                                               |                                                                               |              |                                           |                                           |                                           |                                           |                                           |  |
| | Llegenda:                     |                           | = Theravada               |                                                                               | = Mahayana                                                                    |              | = Budisme Tàntric/Esotèric                |                                           | = varis / sincrètics                      |                                           |                                           |  |

## Escoles primerenques
- Sthaviravāda
  - Sarvāstivāda

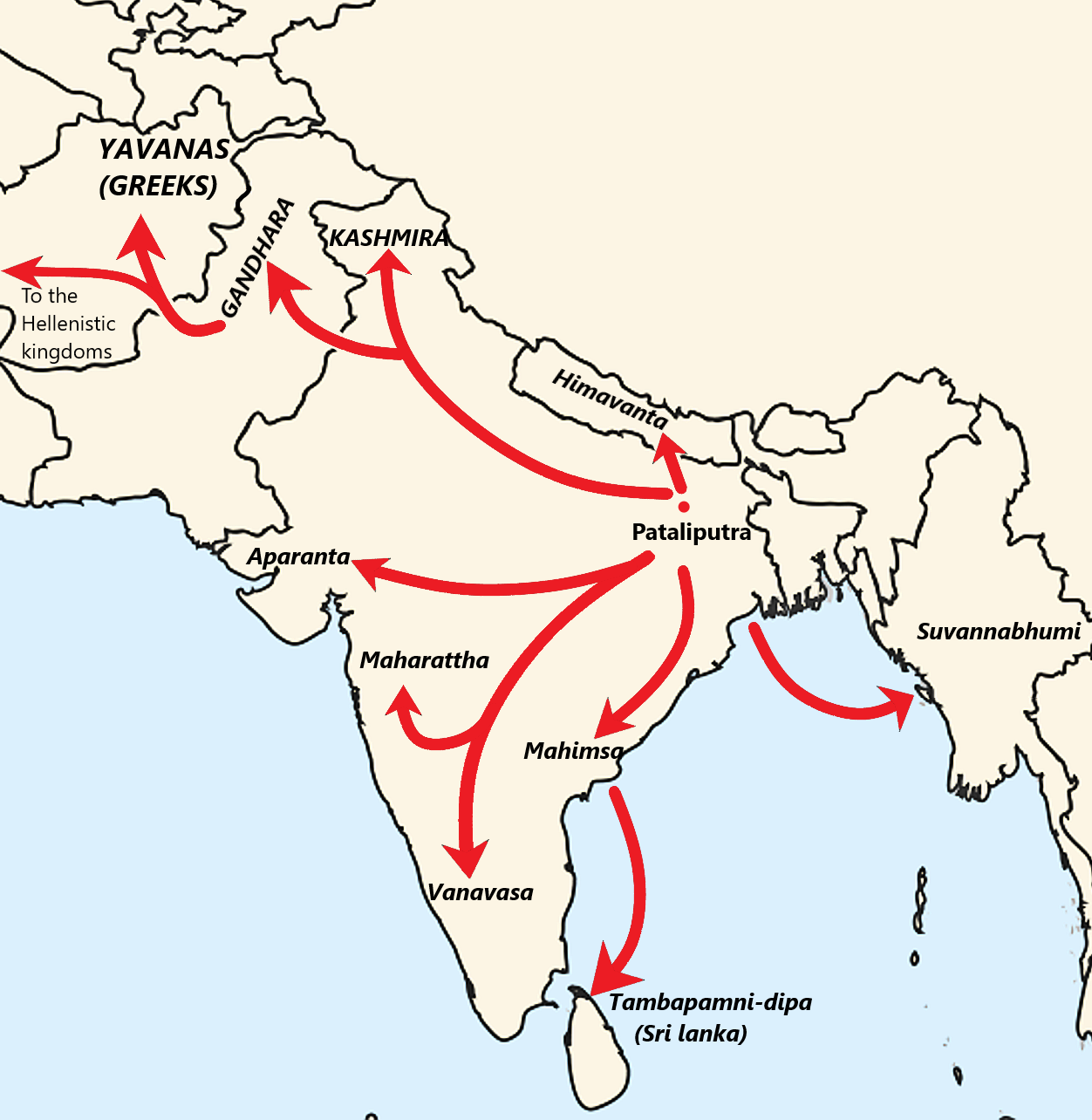
Mapa de les direccions aproximades de las missions budistes durant el regnat d'Ashoka (304-232 aC).

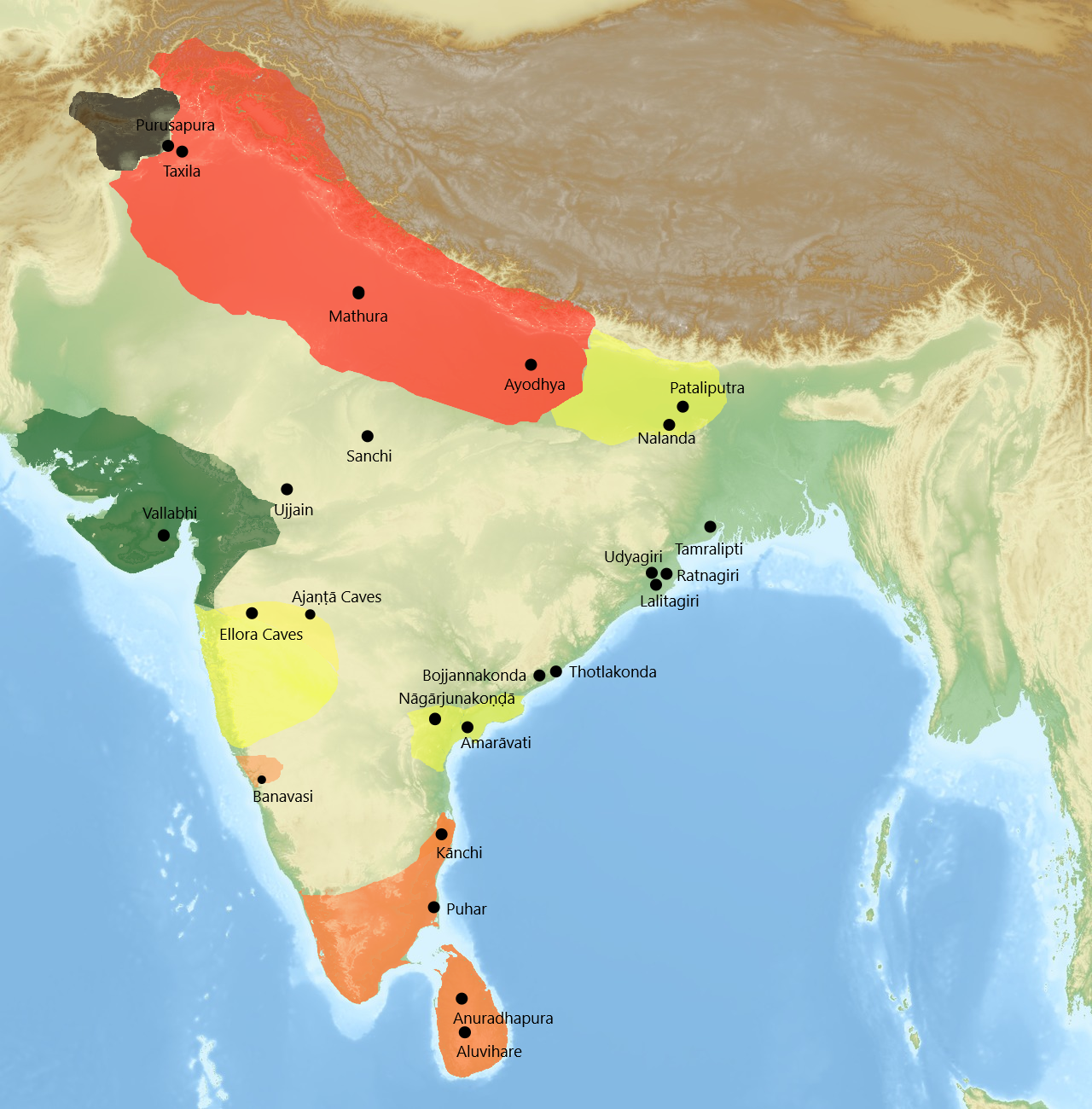
Mapa dels principals centres geogràfics de les sectes de les escoles budistes de l'Índia. Sarvāstivāda (vermell), Theravāda (taronja), Mahāsāṃghika (groc), Pudgalavāda (verd) i Dharmaguptaka (gris).

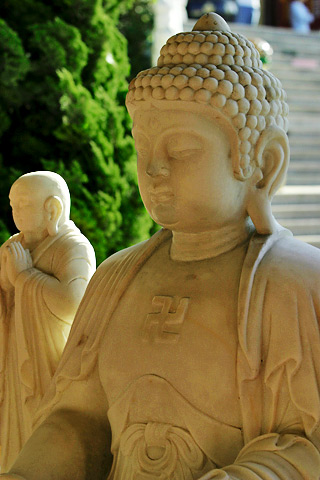
Una imatge de Buda de Gautama amb una esvàstica, un símbol budista tradicional de l'infinit, al pit. El deixeble de Buda, Ananda, apareix al fons. Aquesta estàtua és del Temple Hsi Lai.

    -       - Kāśyapīya (després del 232 aC)

    - Mūlasarvāstivāda (segles tercer i quart)
    - Sautrāntika (entre el 50 aC i el 100 aC)

  - Vibhajyavāda (abans del 240 aC; durant Aśoka) 
    -       - Theravāda (c. 240 aC) 
        - Subescoles Theravāda (vegeu més avall)

      - Mahīśāsaka (després del 232 aC) 
        - Dharmaguptaka (després del 232 aC)

  - Pudgalavāda ("personalista") (c. 280 aC) 
    - Vatsīputrīya (sota Aśoka) nom posteriorment: Saṃmitīya 
      - Dharmottarīya
      - Bhadrayānīya
      - Sannāgarika
- Mahāsāṃghika ('Majoritat', vers 380 aC) 
  - Ekavyahārikas (sota Aśoka) 
    - Lokottaravāda

  - Golulika (durant Aśoka) 
    - Bahuśrutīya (finals del segle iii aC)
    - Prajñaptivāda (finals del segle iii aC) 
      - Cetiyavāda

  - Caitika (mitjan segle I aC) 
    - Apara Śaila
    - Uttara Śaila

### Vint sectes
Sthaviravāda es va dividir en 11 sectes: 
- Sarvāstivādin
- Haimavata
- Vatsīputrīya
- Dharmottara
- Bhadrayānīya
- Sammitiya
- Channagirika
- Mahīśāsaka
- Dharmaguptaka
- Kāśyapīya
- Sautrāntika

```
Sthaviravāda
─┬─ 
Haimavata
────────────────────────────────────────────
└─ 
Sarvāstivādin
─┬───────────────────────────────────
├ 
Vatsīputrīya
 ─┬────────────────────
│ ├ 
Dharmottara
───────
│ ├ 
Bhadrayānīya
─────
│ ├ 
Sammitiya
────────
│ └ 
Channagirika
─────
├ 
Mahīśāsaka
─┬─────────────────────
│ └ 
Dharmaguptaka
──────
├ 
Kāśyapīya
────────────────────────
└ 
Sautrāntika
──────────────────────
```

Mahāsāṃghika es va dividir en 9 sectes: 
- Ekavyahārika
- Lokottaravādin
- Kaukkutika
- Bahuśrutīya
- Prajñaptivāda
- Caitika
- Aparaśaila
- Uttaraśaila

```
Mahasanghika
─┬──────────────────────┬─────
├ 
Ekavyahārika
 ├ 
Caitika

├ 
Lokottaravādin
 ├ 
Aparaśaila

├ 
Kaukkutika
 └ 
Uttaraśaila

├ 
Bahuśrutīya

└ 
Prajñaptivāda
```

### Influències sobre les escoles d'Àsia Oriental
Les escoles posteriors van utilitzar la vinaya del Dharmaguptaka: 
- El budisme xinès, especialment l'escola Vinaya
- Budisme coreà, especialment Gyeyul
- Budisme vietnamita
- Ritsu japonès

Les següents intervenen influència filosòfica: 
- Els Jojitsu japonesos són considerats per alguns una branca de Sautrāntika ; d'altres consideren que deriva de Bahuśrutīya.
- L' escola xinesa / japonesa Kusha és considerada una branca de Sarvāstivāda, influenciada per Vasubandhu.

## Subescoles Theravāda

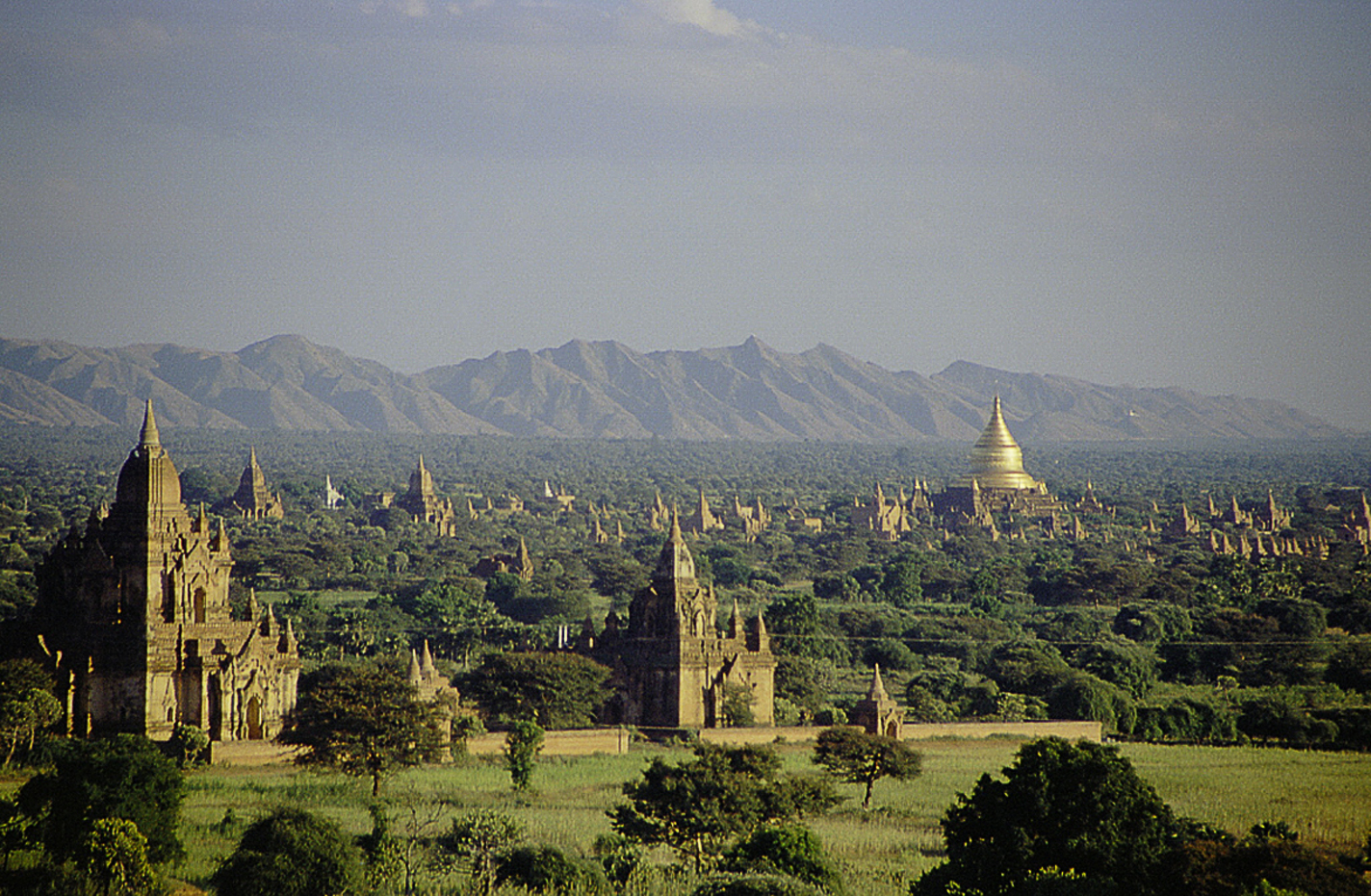
Runes de Bagan, antiga capital de Myanmar. Hi ha mes de 2.000 monestirs. Durant el període àlgid del poder de Bagan, n'hi va haver uns 13.000

Les diferents escoles de Theravāda sovint emfatitzen aspectes diferents (o parts) del cànon de Pāli i els comentaris posteriors, o difereixen en el focus i en la forma de pràctica recomanada. També hi ha diferències significatives en la rigorositat o la interpretació de la vinaya .
- Bangladesh : 
  - Sangharaj Nikaya
  - Mahasthabir Nikaya
- Birmania : 
  - Thudhamma Nikaya
    - Tradició vipassana de Mahasi Sayadaw i deixebles

  - Shwegyin Nikaya
  - Dvaya Nikaya o Dvara Nikaya (vegeu Mendelson, Sangha i Estat a Birmània, Cornell University Press, Ítaca, Nova York, 1975)
  - Hngettwin Nikaya
- Sri Lanka : 
  - Siam Nikaya
    - Waturawila (o Mahavihara Vamshika Shyamopali Vanavasa Nikaya)

  - Amarapura Nikaya
    - Kanduboda (o Swejin Nikaya)
    - Tapovana (o Kalyanavamsa)

  - Ramañña Nikaya
    - Sri Kalyani Yogasrama Samstha (o "Tradició Galduwa")
    - Delduwa

  - bosc nikaya
- Tailàndia
  - Maha Nikaya
    - Moviment Dhammakaya
    - Meditació Mahasati (meditació mindfulness)

  - Thammayut Nikaya
    - Tradició del bosc tailandès
      - Tradició d'Ajahn Chah
- Moviment vipassana
- Tantra Theravada

## Escoles Mahāyāna
- Budisme indi
  - Mādhyamaka
    - Prāsangika
    - Svātantrika

  - Iogàcāra
  - Tathāgatagarbha (hipotèticament)[23]
- Budisme xinès
  - Escola Vinaya[24]
  - Jingtu (Terra Pura)
  - Satyasiddhi (Històric)
  - Abhidharmakośa (Històric)

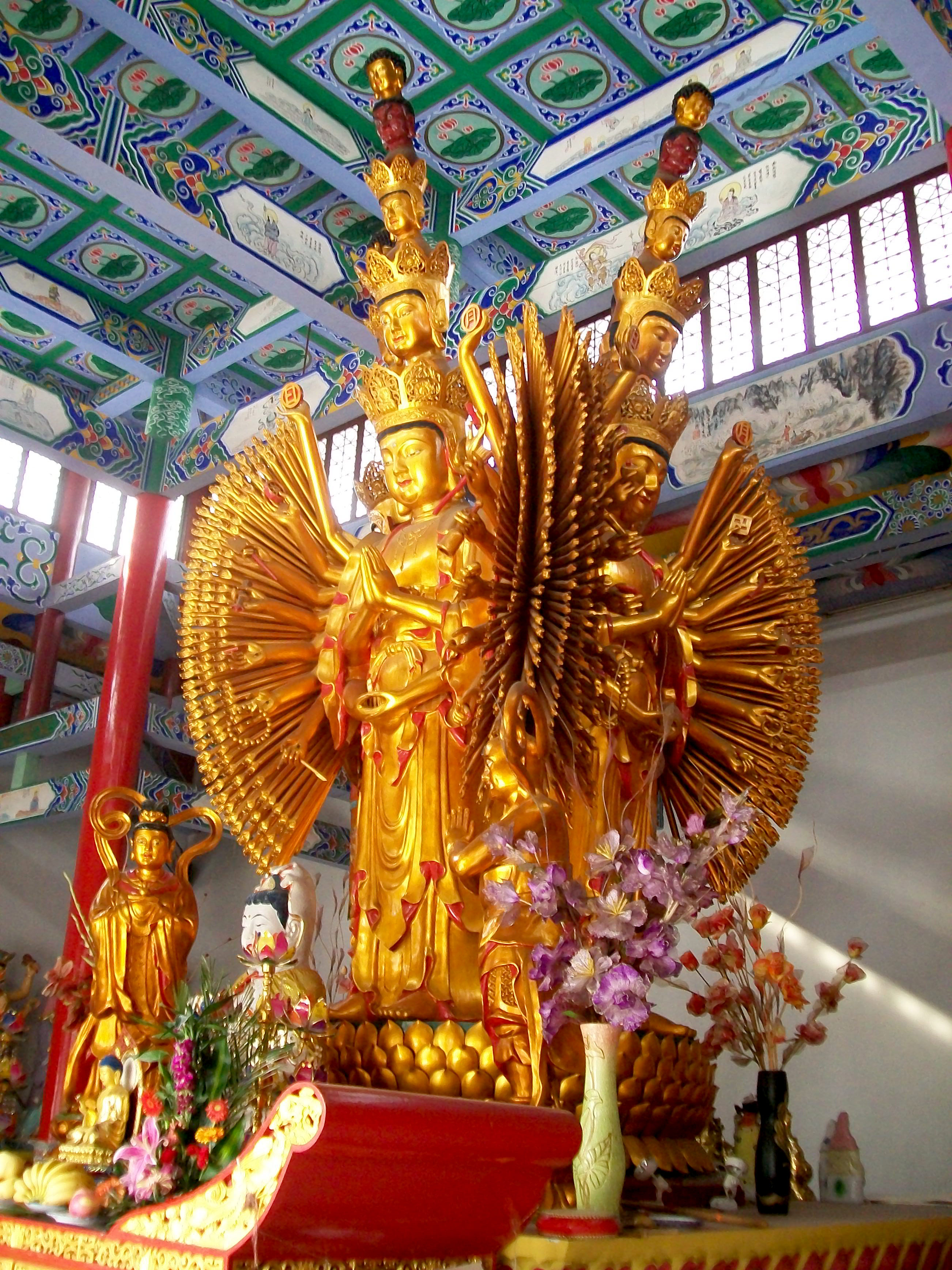
Milers d'armes Avalokiteśvara Bodhisattva. Convent de Guanyin, Anhui, Xina

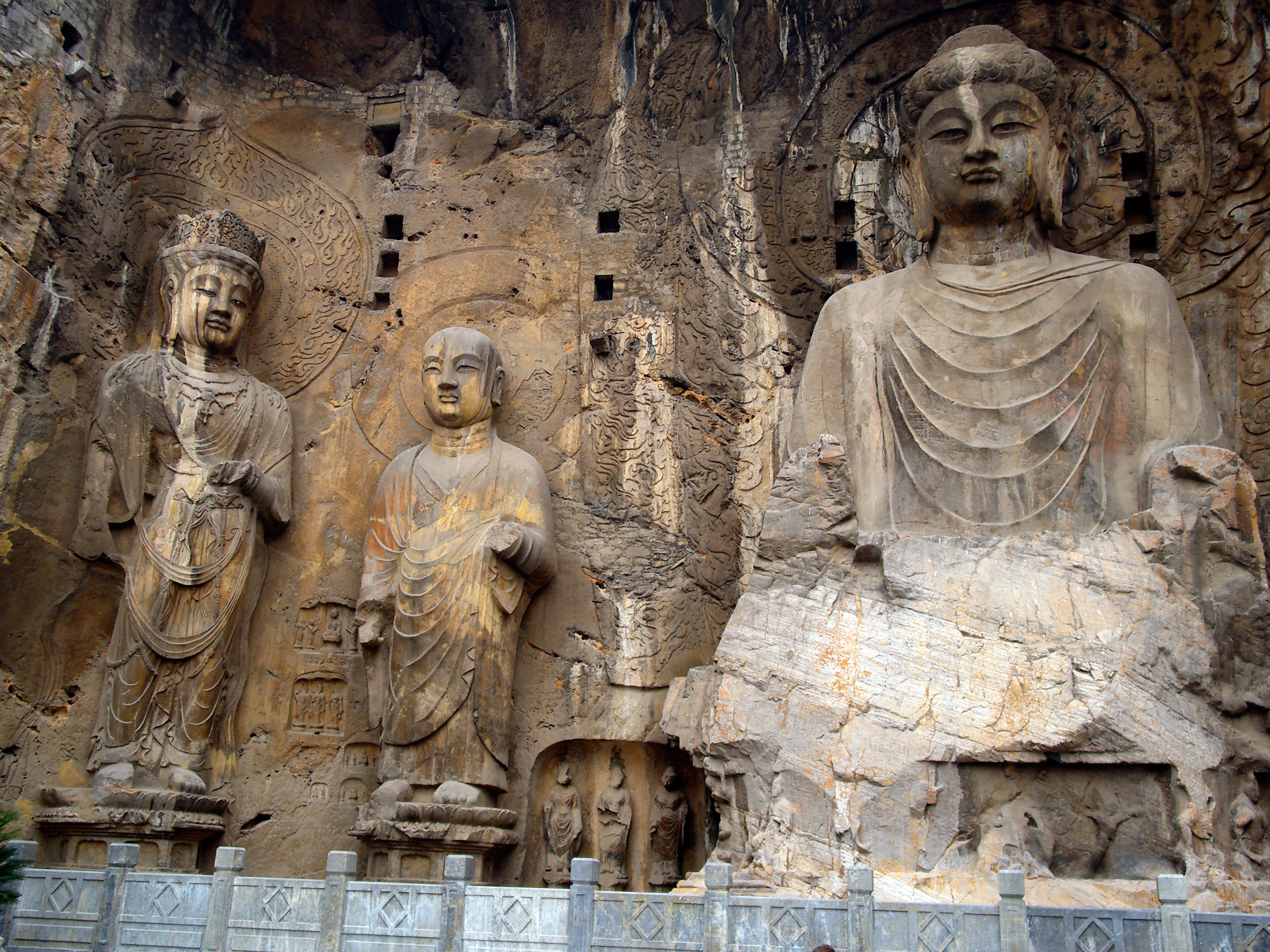
Estàtues massives de la dinastía Tang d'un bodhisattva Guanyin, un arhat, i budas Kshitigarbha i Vairocana. Grutes de Longmen, provincia de Henan, China

  - Daśabhūmikā (absorbida a Huayan)
  - Tiantai
  - Huayan (Avataṃsaka)
  - Chan (Zen)
  - Tangmi (Esoteric)
  - Sanlun (Mādhyamaka)
  - Weishi (Iogah)
- Budisme coreà
  - Tongbulgyo (Budisme Interpenetrat, inclòs Jeongto o Terra Pura)
  - Gyeyul (escola Vinaya)
  - Cheontae (Tiantai)
  - Hwaeom (Avataṃsaka)
  - Seon (Zen)
  - Jingak (Esoteric)
  - Samnon (Mādhyamaka)
  - Beopsang (Iogacara)
  - Yeolban (escola de Nirvana)
  - Wonbulgyo (Budisme Reformat de Corea)
- Budisme vietnamita
  - Tịnh Độ (Terra Pura)
  - Thiền (Zen) 
    - Trúc Lâm (sincrètic)
    - Tradició del Plum Village (budisme involucrat)

  - Hòa Hảo (Reformista)
- Budisme japonès
  - Terra pura
    - Jōdo-shū
    - Jōdo Shinshū
    - Ji-shū
    - Yūzū-nembutsu-shū

  - Escola Risshū (escola Vinaya)
  - Jojitsu (Satyasiddhi - històric)
  - Kusha (Abhidharmakośa - històric)
  - Sanron (Mādhyamaka - històric)
  - Hosso (Yogācāra)
  - Kegon (Avatamsaka)
  - Budisme esotèric japonès
    - Tendai (Tiantai)
    - Shingon
      - Shinnyo-en

    - Shugendo (sincrètic)

  - Zen
    - Rinzai
    - Sōtō
    - Ōbaku
    - Fuke-shū (Històric)

  - Budisme de Nichiren
    - Nichiren Shū
    - Honmon Butsuryū-shū
    - Kempon Hokke
    - Nichiren Shōshū

## Escoles esotèriques

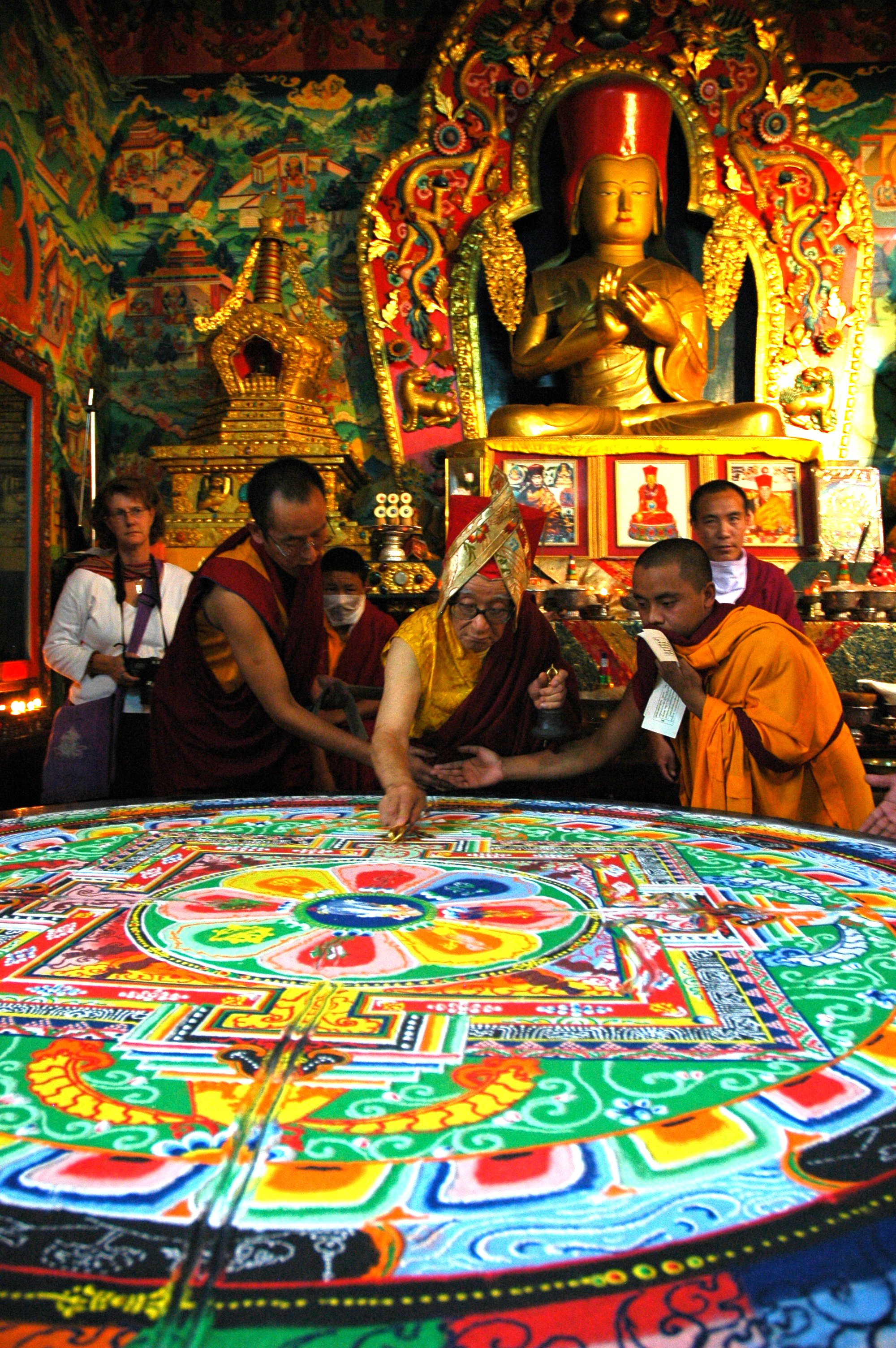
HH Dagchen Rinpoche tanca el mandala Hevajra d'arena de colors utilitzant un vajra daurat; una estatua de Sakya Pandita observa, mientre que els monjos agafen el seu vestit.

Subcategoritzada segons els predecessors
- Budisme tibetà
  - Nyingma
  - New Bön (síntesi de Yungdrung Bön i Nyingmapa)
  - Kadam (Històric) 
    - Gelug
      - Nova tradició de Kadampa

  - Sakya
    - Ngor-pa
    - Tsar-pa
    - Jonang

  - Kagyu: 
    - Shangpa Kagyu
    - Marpa Kagyu : 
      - Rechung Kagyu
      - Dagpo Kagyu: 
        - Karma Kagyu (o Kamtshang Kagyu)
        - Tsalpa Kagyu
        - Baram Kagyu
        - Pagtru Kagyu (o Phagmo Drugpa Kagyu): 
          - Taklung Kagyu
          - Trophu Kagyu
          - Drukpa Kagyu
          - Martsang Kagyu
          - Yerpa Kagyu
          - Yazang Kagyu
          - Shugseb Kagyu
          - Drikung Kagyu

  - Moviment rimed (moviment ecumènic)
- Budisme de Newar
- Budisme Tangmi
  - Mikkyo japonès 
    - Shingon
      - Shinnyo-en

    - Tendai (derivat de Tiantai, però a més pràctiques tàntriques)
    - Shugendo (sincretitzat amb xintoisme, taoisme i xamanisme)

## Nous moviments budistes
- Bodhi Shrawan Dharma Shangha, Nepal
- Moviment budista Dalit
- Moviment Dhammakaya
- Via del Diamant
- Budisme implicat
- Kenshōkai
- Nova tradició de Kadampa
- Nipponzan Myōhōji
- Reiyūkai
- Risshō Kōsei Kai
- Budisme secular
- Budisme Shambhala
- Share Internacional
- Shōshinkai
- Sōka Gakkai
- Comunitat Budista de Triratna
- Veritable escola de Buda
- Moviment vipassana
- Budisme Won